# Jovette Bernier
Pour les articles homonymes, voir Bernier.
Jovette Bernier ou Jovette-Alice Bernier (née Marie-Angèle Alice Bernier le 27 novembre 1900 à Saint-Fabien et morte le 4 décembre 1981 à Longueuil) est une journaliste, romancière et poétesse québécoise. Elle a écrit deux romans, plusieurs recueils de poésie, des centaines de contributions pour des revues mais aussi plusieurs feuilletons radiophoniques et télévisuels québécois.

## Biographie
Jovette Bernier fait ses études classiques au couvent des Ursulines de Rimouski. Elle enseigne par la suite dans plusieurs écoles de la Gaspésie et du Bas-Saint-Laurent, puis devient journaliste et écrit successivement pour L'Événement et La Tribune. C'est au sein de la rédaction de ce dernier journal qu'elle fait la connaissance d'Alfred DesRochers, qui sera son collègue et ami pendant plusieurs années. 
Entre 1924 et 1930, Jovette Bernier participe activement à la vie littéraire et culturelle de Sherbrooke, notamment en côtoyant Alfred DesRochers, Éva Senécal, Florian Fortin (le directeur de La Tribune), Édouard Hains. Elle entre également en correspondance avec Louis Dantin, qui lui sert de mentor jusqu'au tournant des années 1930.  
Après deux premiers recueils de poésie publiés en 1924 (Roulades...) et 1926 (Comme l'oiseau) qui la font connaître auprès des critiques de l'époque, Bernier publie Tout n'est pas dit en 1929. Accompagné d'une préface de Louis Dantin, le recueil obtient en 1929 la Médaille du Lieutenant gouverneur. 
En 1931, elle fait paraître le roman La chair décevante dans la collection « Les romans de la jeune génération » créée par Albert Lévesque. Traitant de l'histoire d'une fille-mère sensuelle et passionnée, le roman déclenche une polémique d'ordre moral et esthétique, dans lequel l'autrice est accusée de faire la « psychologie de la sensualité » et de montrer « la vie inférieure ». En 1933, Jovette Bernier fait rééditer le roman, à compte d'auteur. 

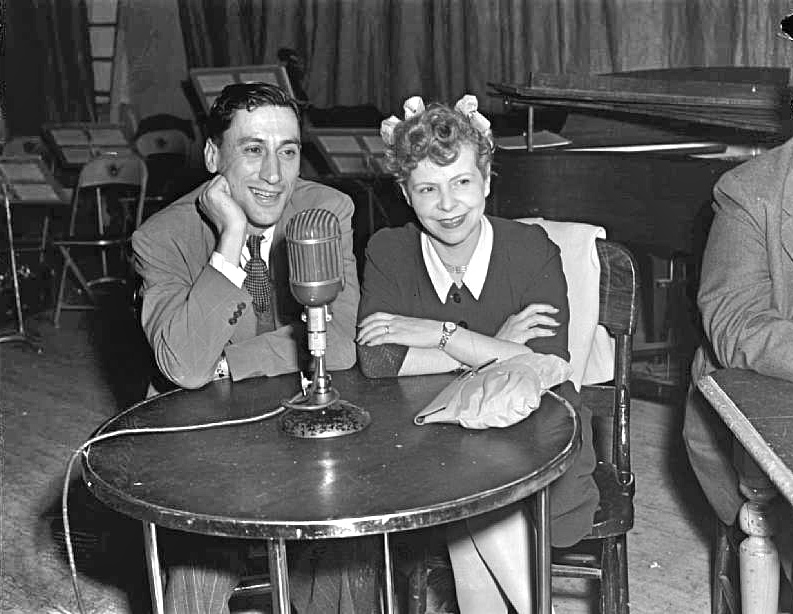
Jovette Bernier avec Roger Baulu, assis devant un micro lors de l'enregistrement par CBC (Radio-Canada) du jeu-questionnaire Le Mot S.V.P., 14 septembre 1944.

Ses débuts à la radio remontent à 1931 alors qu'elle donne des récitals de poésie et quelques causeries au programme radiophonique L'Heure provinciale. En 1932, la station de Montréal CKAC lui consent, sans cachet, une émission quotidienne qu'elle intitule Bonjour Madame, du même nom que sa chronique publiée dans L'Illustration. Toutefois sa carrière prend un nouvel élan grâce à la série Quelles nouvelles qui aura une longévité exceptionnelle (1939-1958). Cette série, qui sera très écoutée, permettra à Jovette Bernier de défendre la cause féminine par l'entremise de sketches humoristiques. 
Quelques mois après l'apparition de Quelles nouvelles, elle devient coscripteur de La Rumba des radio-romans avec Henry Deyglun, Claude-Henri Grignon, Paul Gury et Jean Desprez.
Parallèlement à ses activités radiophoniques, elle commence à la mi-1950, une carrière de scripteur à la télévision. En outre, deux séries créées auparavant à la radio sont reprises à la télévision avec quelques modifications. Il s'agit de la série télévisée Quelles nouvelles (1956-1959) et Je vous ai tant aimé (1958-1959). De 1963 à 1965, elle écrit les dialogues de la télésérie Rue de l'anse qui sera son téléroman le plus populaire.
En 1969, après un silence de quelques années, elle publie le roman Non monsieur qui obtient le Prix du Cercle du livre de France.

## Bibliothèque Jovette-Bernier
En 2017, la bibliothèque de Saint-Fabien change de nom en l'honneur de l'écrivaine. La bibliothèque se nomme dorénavant la Bibliothèque Jovette-Bernier. 

## Œuvres

### Poésie
- Roulades, Rimouski, Imprimerie générale S. Vachon, 1924, 162 p.
- Comme l'oiseau, Québec, Imprimerie L'Éclaireur, 1926, 110 p.
- Tout n’est pas dit, Montréal, Edouard Garand, 1929, 132 p.
- Les Masques déchirés, Montréal, Albert Lévesque, coll. « Les Poèmes », 1932, 142 p.
- Mon deuil en rouge, Montréal, Serge Brousseau, 1945, 90 p.  (ISBN 2894191758)

### Romans
- La chair décevante, Montréal, Albert Lévesque, coll. « Les romans de la jeune génération », 1931, 137 p. (Réédition : La chair décevante, Anjou, Fides, coll. « Biblio Fides », 2014 [1931], 108 p. (ISBN 9782762138603))
- Non monsieur, Montréal, Le Cercle du livre de France, 1969, 220 p.

### Essais
- On vend le bonheur, Montréal, Librairie d'Action canadienne-française, coll. « Les Chroniques », 1931, 193 p.

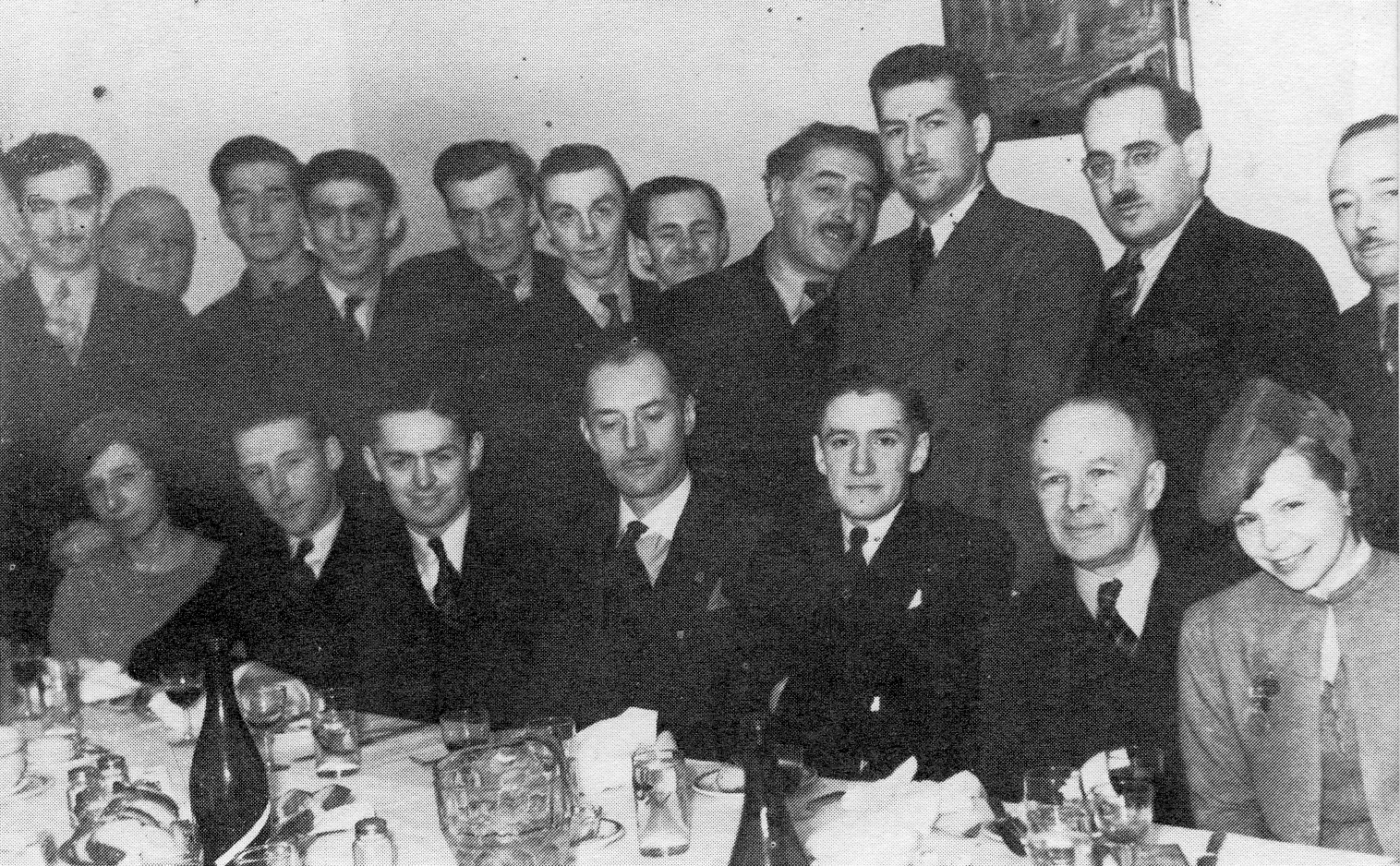
Groupe de rédacteurs de L'Illustration Nouvelle en 1938 ou 1939. Jovette Bernier est à droite. Au centre, assis, avec la petite moustache, le rédacteur en chef Adrien Arcand, aussi chef d’un parti fasciste.

## Carrière journalistique
- La Revue moderne, Montréal (1919-1960)[5]
- L'Événement, Québec (1923-1926)[5]
- La Tribune, Sherbrooke (1926-1930)[5]
- L’Illustration, Montréal (1931-1936), puis L’Illustration nouvelle, Montréal (1936-1941) : 
  - Directrice de la page féminine « Bonjour Madame! »
  - Chronique quotidienne : « Que dis-tu? Que dit-on? »[6]
- Le mois de Jovette, Montréal: 
  - Cofondatrice (1942)
  - Directrice (1949-1951)[7]
- Radiomonde, Montréal. Chroniques hebdomadaires :
  - « Quelles nouvelles, Jovette? » (1942-1946)
  - « On est toujours trompé » (1951-1952)[8]
- Châtelaine, Montréal : 
  - Courrier du cœur (1957-1973)[8]

## Textes radiophoniques
- Série L’Heure provinciale (causeries, poèmes), CKAC, 1931.
- Bonjour madame, CKAC, 1932 - 1940.
- Jovette Bernier... diseuse, CKAC, 11 novembre 1933 - 25 décembre 1933.
- L’Heure récréative (collaboration), CKAC, 1934 - 1936 (?).
- Pour vous, mesdames (collaboration), CKAC, 1935 - (?).
- Série Fémina (causeries, sketches), CRCM, CBF, 1936 - (?).
- Cavalcades (collaboration), CBF, décembre 1937, décembre 1938 et décembre 1919.
- Quelles nouvelles, CBF, CKAC, CHLP, 3 juillet 1939 - 28 juin 1957 et 2 janvier 1958 - 12 juin 1958.
- La Rumba des radioromans (collaboration), CBF, 3 novembre 1939 - 20 avril 1941.
- Série La Muse canadienne (poèmes), CBF, 18 août 1940.
- Détente (collaboration), CBF, 15 novembre 1940 - 19 avril 1941.
- Deux et deux font cinq (collaboration), CKAC, 9 novembre 1941.
- J’ai un cœur à chaque étage (collaboration), CBF, 19 novembre 1941 - 22 avril 1942.
- Comme tout le monde, CBF, 25 mai 1942 - 7 septembre 1942.
- Les 50 ans de Paul-Joseph Goëbbels (collaboration), CBF, 29 octobre 1943.
- Coupable ou non?, CBF, 13 novembre 1944 - 18 avril 1945.
- Qui est le coupable? (collaboration), CBF, 29 avril 1947 - 15 octobre 1948.
- Série Jovette (Radiothéâtres) CBF, 27 avril 1948 - 13 juillet 1948.
- Les masques déchirés, CBF, 29 juin 1948 - 28 octobre 1948.
- Prévisions radiophoniques pour l’année, série Radio-Carabin, CBF, 22 septembre 1951.
- Je vous ai tant aimé, CBF, 15 octobre 1951 – 11 juin 1954.
- Jeux de dames, CKAC, 1959-1961.
- Comédie-éclair, CKAC, 8 juin 1961 – 31 décembre 1962.
- Jovette Bernier et Rimouski, série Un écrivain et son pays, CBF-FM, 3 février 1975[8].

## Textes de télévision
- Série Rêve et réalité (sketches), CBFT, octobre 1954 – 1956.
- Quelles nouvelles, CBFT, 3 mars 1956 – 9 mai 1959.
- Allô, allô, CBFT, 12 juillet 1958 – 30 août 1958.
- Série Actualités féminines (sketches), CBFT, 1962.
- Rue de l’Anse (collaboration), CBFT, 24 septembre 1963 – 25 mai 1965.
- Séries Langue vivante et Le français d’aujourd’hui (68 sketches), CBFT, juillet 1967 – mai 1971[8].

## Honneurs
- 1929 - Médaille du lieutenant-gouverneur, Tout n’est pas dit
- 1969 - Prix du Cercle du livre de France, Non monsieur

## Hommages
- Le Prix Jovette-Bernier (aujourd'hui Prix Jovette-Bernier—Ville de Rimouski) a été créé en 1986 en son honneur.
- La bibliothèque Jovette-Bernier a été inaugurée à Saint-Fabien au Québec en 2016.
- La rue Jovette-Bernier a été nommée en son honneur, en 1986, dans l'ancienne ville de Loretteville, maintenant présente dans la ville de Québec.

### Source
- Line Gosselin, Les journalistes québécoises, 1880-1930, Montréal, Regroupement des chercheurs-chercheures en histoire des travailleurs et travailleuses du Québec, coll. « RCHTQ », 1995, 160 p.
- Renée Legris, « Bernier, Jovette (1900- ) », dans Dictionnaire des auteurs du radio-feuilleton québécois, Montréal, Fides, coll. « Radiophonie et société québécoise », 1981, p. 42‑47.
- Adrien Rannaud, De l'amour et de l'audace. Femmes et roman au Québec dans les années 1930, Montréal, Presses de l'Université de Montréal, coll. « Nouvelles études québécoises », 2018, 336 p.
- Chantal Savoie, « Femmes, chroniques et billets dans les années 1930 », Voix et Images, vol. 39, n° 2, 2014, p. 57‑67.
- Chantal Savoie, Les femmes de lettres canadiennes-françaises au tournant du XXe siècle, Montréal, Nota bene, coll. « Essais critiques », 2014, 243 p.